# Порожнеча (фільм, 2020)
«Порожнеча» або «Порожня людина» (англ. The Empty Man) — фільм жахів 2020 року від сценариста та режисера Девіда Прайора, сюжет оснований на однойменній графічній новелі Каллена Банна і Ванесси Р. Дель. У фільмі знялись Джеймс Бедж Дейл, Марін Айрленд, Стівен Рут, Рон Канада, Роберт Арамайо, Джоел Кортні і Саша Фролова. В центрі історії — колишній поліцейський, який, розслідуючи зникнення дівчини, виявляє таємний культ.
Фільм зняли в серпні 2017 року, і він став результатом співпраці між США, Південною Африкою та Францією. На перших тестових показах картина отримала низькі оцінки глядачів, і дистриб'ютор 20th Century Studios втратив віру в її комерційні перспективи. Фінальний продукт вийшов у кінотеатрах США 23 жовтня 2020 року. Після прем'єри фільм отримав здебільшого негативні відгуки від критиків та глядачів. Проте після релізу на стримінгових сервісах та домашніх медіа оцінка покращилась, і навколо фільму навіть сформувався власний культ.

## Сюжет
У 1995 році четверо друзів — Грег, Фіона, Руті та Пол — вирушають у гори Бутану. Пол чує дивний свист, іде на нього та падає в розщелину. Грег вирушає на порятунок і знаходить друга поряд зі спотвореним скелетом, врослим у стіну печери. Потім Грег виносить Пола, який ні на що не реагує, і з рештою групи ховається від снігової бурі в покинутому будинку. Руті знаходить ритуальну пляшечку та дме в неї. Наступного дня Руті ввижається, що її хтось переслідує. Пол, одержимий злим духом, шепоче щось їй на вухо. Наступного ранку Руті вбиває Фіону та Грега, а сама стрибає в провалля.
У 2018 році в штаті Міссурі колишній детектив Джеймс Ласомбра перебуває в депресії через смерть своєї дружини Еллісон і сина Генрі, які загинули в автокатастрофі рік тому. Він дружить зі своєю сусідкою Норою, овдовілою матір'ю-одиначкою. Донька Нори, Аманда, втікає з дому, лишивши у ванній кімнаті напис кров'ю «Порожня людина змусила мене це зробити». Обшукуючи спальню Аманди, Джеймс знаходить літературу, видану Інститутом Понтифіка. Подруга Аманди, Девара, розповідає, що Аманда підмовила її з друзями викликати Порожню людину, подмухавши в порожню пляшку на мосту. Наступного дня Девара бачить у торговому центрі як Аманда шепоче щось на вухо другу Брендону.
Джеймс знаходить під мостом порожню пляшку та дмухає в неї. Далі він виявляє Брендона повішеним, як і решту друзів Аманди, які лишили напис про Порожню людину. Девара бачить Порожню Людину та заколює себе ножицями. Поліція вважає її смерть самогубством.
Джеймс шукає інформацію про Інститут Понтифіка, виявляючи, що це культ, і досліджує його вірування у Вікіпедії. Після сну про Порожню людину, він відвідує доповідь лідера культу Артура Парсонса. Той стверджує, що Порожня людина дає людям те, чого вони хочуть, в обмін на виконання її вказівок.
Поступово Джеймсу починає ввижатися Порожня людина. Він стежить за членами культу та оглядає хатину в лісі, де знаходить записи про Аманду, її друзів, Пола та себе. Культисти помічають Джеймса та переслідують його. Він підозрює, що Аманда теж учасниця культу, тепер є членом культу, і повідомляє Норі, що вона не в безпеці. Потім він відвозить Нору до готелю, де з'ясовується, що Джеймс зраджував з Норою своїй дружині, коли вона загинула.
Борючись із галюцинаціями, Джеймс підстерігає члена культу Гаррета і запитує його, що відбувається, а потім жорстоко б'є. Гарретт розповідає, що в лікарні є особа, через яку Порожня людина повідомляє свою волю. Джеймс дізнається, що ця особа — Пол, який перебуває в коматозному стані, проте культисти регулярно відвідують його. Джеймс знаходить Аманду в лікарняній палаті Пола й телефонує Норі; але вона не впізнає Джеймса. Аманда пояснює, що Пол помирає і культу потрібна нова особа, через яку говоритиме Порожня людина. Вона розповідає Джеймсу, що його спогади фальшиві і були навіяні культом з метою привести Джеймса до Порожньої людини через почуття гніву, горя та страху. Сам Джеймс — це тульпа, матеріалізоване уявлення культистів, яке існує лише кілька днів.
Порожня людина вселяється в Джеймса, він убиває Пола і лікарі навколо вклоняються йому.

## У ролях
- Джеймс Бедж Дейл — Джеймс Ласомбра
- Марін Айрленд — Нора Куел
- Стівен Рут — Артур Парсонс
- Рон Канада — детектив Вільєрс
- Роберт Арамайо — Гарретт
- Джоел Кортні— Брендон Мейбум
- Саша Фролова — Аманда Куел
- Саманта Логан — Давара Волш
- Еван Джонігкейт — Грег
- Таня ван Граан — Еллісон Ласомбра
- Роберт Куттс — «Порожнеча»
- Оуен Тіг — Дункан Вест

## Касові збори
Картина зібрала $3 млн в США та Канаді і $1.8 млн в інших країнах, в сумі зібравши $4.8 млн.

## Критика
Картину не показували критикам заздалегідь і перші відгуки після релізу були здебільшого негативні. На сайті Rotten Tomatoes, фільм має рейтинг 77 % на основі 26 рецензій з середнім рейтингом 5.8 / 10. Аудиторія CinemaScore залишила картині середню оцінку «D +» за шкалою від A + до F. Критика була зосереджена на сценарії, сюжеті, персонажах та хронометражі.
Баррі Герц з Globe and Mail дав фільму оцінку 2/4, написавши: «Продюсери не змогли б обрати кращу назву. Після того, як я покинув п'ятничний перегляд, на якому були присутні ще дві шановані людини, я був далеко не вражений. Порожньо, можна сказати».

### Виноски
1. ↑  Nayman A. Everything Zen: David Prior on "The Empty Man" — 2021.
2. 1 2 3  The Empty Man (2020). The Numbers. Процитовано 23 грудня 2020.
3. 1 2  The Empty Man (2020). Filmaffinity. Процитовано 9 жовтня 2024.
4. 1 2  Adam Nayman (3 травня 2021). Everything Zen: David Prior on "The Empty Man". Mubi. Процитовано 25 серпня 2021.
5. ↑  The Empty Man (2020). Box Office Mojo. Процитовано 21 березня 2021.
6. ↑  Jackson, Dan (23 березня 2021). How the Horror Flop 'The Empty Man' Became the Great Cult Movie of 2020. Thrillist. Group Nine Media. Процитовано 8 липня 2021.
7. ↑  Mongale, Matthew (2 березня 2021). How David Prior's The Empty Man Survived the Perfect Hollywood Storm. Film School Rejects. Процитовано 25 березня 2021.
8. ↑  The Empty Man. Box Office Mojo. Процитовано 4 грудня 2022.
9. 1 2  Hertz, Barry (23 жовтня 2020). Barely promoted horror The Empty Man cements the fact that it's dark days indeed for moviegoers. The Globe and Mail. The Woodbridge Company. Архів оригіналу за 16 січня 2021. Процитовано 24 жовтня 2020.
10. ↑  The Empty Man (2020). Rotten Tomatoes. Архів оригіналу за 2 листопада 2020. Процитовано 15 січня 2021.
11. ↑  D'Alessandro, Anthony (25 жовтня 2020). 'Honest Thief' Continues To Lead Lackluster Pandemic Box Office, 'Empty Man' Tripped By Holdovers. Deadline Hollywood. Архів оригіналу за 16 листопада 2020. Процитовано 25 жовтня 2020.
12. ↑  Brueggemann, Tom (25 жовтня 2020). ‘The Empty Man’ Opens at Empty Theaters as Weekend Box Office Grosses Less Than $10 Million. IndieWire. Архів оригіналу за 12 лютого 2021. Процитовано 18 січня 2021. no reviews (even the trades didn’t check in over the weekend), and a D+ Cinemascore.
13. ↑  Adams, Nate (23 жовтня 2020). Review: Hollow 'The Empty Man' an overlong supernatural thriller that goes nowhere. The Only Critic. Архів оригіналу за 3 березня 2021. Процитовано 23 жовтня 2020.